# Nils De Wilde
Pour les articles homonymes, voir De Wilde.
Nils De Wilde, né le 27 janvier 2003 à Termonde en Belgique, est un footballeur belge qui joue au poste de milieu de terrain au Cercle Bruges KSV.

## Biographie

### En club
Nils De Wilde passe par le KAV Dendermonde, le Vigor Hamme et le KSC Lokeren avant de rejoindre le centre de formation du RSC Anderlecht à l'âge de douze ans,. Il signe son premier contrat professionnel avec le club bruxellois en 2019. Le 3 février 2021, Vincent Kompany le reprend dans son effectif pour le match de coupe de Belgique contre le RFC Liège, mais il ne figure toutefois pas sur la feuille de match en définitive. Peu de temps après, Nils De Wilde est incorporé au noyau A, en compagnie notamment de Théo Leoni et Zeno Debast. En juillet 2021, il est l'un des jeunes espoirs autorisés à accompagner le noyau A lors d'un stage d'entraînement estival à Alkmaar, aux Pays-Bas.
Fin mai 2022, il prolonge son contrat jusqu'en 2023. Le 14 août 2022, De Wilde fait enfin ses débuts professionnels lors de la première journée de la saison 2022-2023, Robin Veldman (nl) le fait monter au jeu à la place de Nilson Angulo à la 80e minute contre le KMSK Deinze (partage, 0-0), sous le maillot des RSCA Futures, l'équipe U23 d'Anderlecht, qui évolue en Division 1B à partir de cette saison. Le 11 février 2023 , il marque son premier but professionnel, toujours face à Deinze, et délivre ensuite sa première passe décisive à Nilson Angulo pour le troisième but qui scelle la victoire de son équipe (victoire, 2-3),.
En fin de contrat, à la fin de la saison 2022-2023, il rejoint le Cercle Bruges KSV et signe un contrat de trois ans, assorti d'une option pour une saison supplémentaire,. Il dispute ses premières minutes sous ses nouvelles couleurs à l'occasion du match d'ouverture de la saison face au Royal Antwerp FC, lorsqu'il remplace Abu Francis à la 86e minute (défaite, 1-0). Le 22 août 2024, il fait ses débuts européens en Ligue Conférence, montant au jeu pour Erick Nunes à la 61e minute, face au Wisła Cracovie (victoire, 1-6).

### En sélections nationales
Nils De Wilde représente les sélections belges des moins de 15 ans, moins de 16 ans, moins de 17 ans et des moins de 19 ans entre 2018 et 2021.

## Statistiques

### En club
| Saison                | Club                  | Championnat           | Championnat | Championnat | Championnat | Coupe(s) nationale(s) | Coupe(s) nationale(s) | Coupe(s) nationale(s) | Compétition(s) continentale(s) | Compétition(s) continentale(s) | Compétition(s) continentale(s) | Compétition(s) continentale(s) | Autres compétitions | Autres compétitions | Autres compétitions | Autres compétitions | Total | Total | Total |
| Saison                | Club                  | Division              | M.          | B.          | P.d.        | M.                    | B.                    | P.d.                  | Comp.                          | M.                             | B.                             | P.d.                           | Comp.               | M.                  | B.                  | P.d.                | M.    | B.    | P.d.  |
| 2022-2023             | RSCA Futures          | Division 1B           | 17          | 1           | 1           | -                     | -                     | -                     | -                              | -                              | -                              | -                              | PO                  | 10                  | 0                   | 1                   | 27    | 1     | 2     |
| 2023-2024             | Cercle Bruges KSV     | Division 1A           | 17          | 0           | 1           | 1                     | 0                     | 0                     | -                              | -                              | -                              | -                              | PO1                 | 5                   | 0                   | 0                   | 23    | 0     | 1     |
| 2024-2025             | Cercle Bruges KSV     | Division 1A           | 8           | 0           | 0           | 2                     | 0                     | 0                     | C3+C4                          | 0+9                            | 0+0                            | 0+2                            | PO3                 | 2                   | 0                   | 0                   | 21    | 0     | 2     |
| 2025-2026             | Cercle Bruges KSV     | Division 1A           | 1           | 0           | 0           | -                     | -                     | -                     | -                              | -                              | -                              | -                              | -                   | -                   | -                   | -                   | 1     | 0     | 0     |
| Sous-total            | Sous-total            | Sous-total            | 26          | 0           | 1           | 3                     | 0                     | 0                     | -                              | 9                              | 0                              | 2                              | -                   | 7                   | 0                   | 0                   | 45    | 0     | 3     |
| Total sur la carrière | Total sur la carrière | Total sur la carrière | 43          | 1           | 2           | 3                     | 0                     | 0                     | -                              | 9                              | 0                              | 2                              | -                   | 17                  | 0                   | 1                   | 72    | 1     | 5     |